# Balansun
Balansun är en kommun i departementet Pyrénées-Atlantiques i regionen Nouvelle-Aquitaine i sydvästra Frankrike. Kommunen ligger i kantonen Orthez som tillhör arrondissementet Pau. År 2022 hade Balansun 313 invånare.

## Befolkningsutveckling
Antalet invånare i kommunen Balansun
| Referens: INSEE |